# Talon (Dorney Park)
Pour les articles homonymes, voir Talon.
Talon sont des montagnes russes inversées de Dorney Park, situé à South Whitehall Township, en Pennsylvanie, aux États-Unis.

## Statistiques
- Capacité : 1 200 personnes par heure
- Trains : Deux trains de 8 wagons, les passagers sont placés à 4 de front sur un seul rang pour un total de 32 passagers par train.
- Options : Pour réduire le bruit, les rails sont remplis de sable.

## Galerie

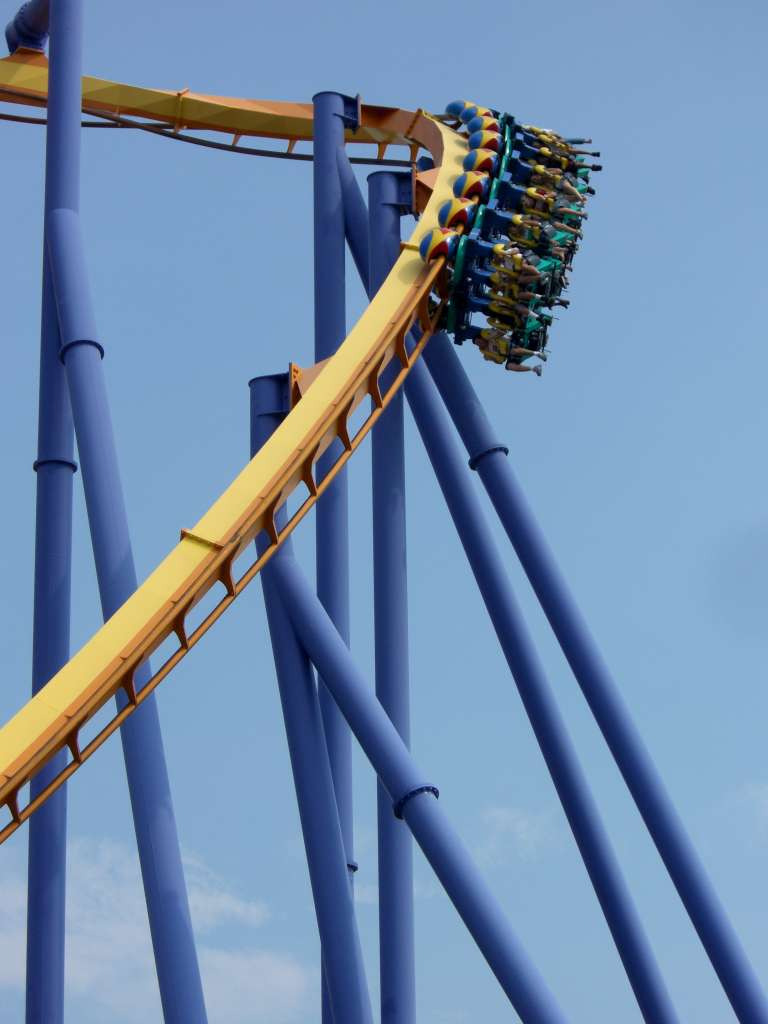
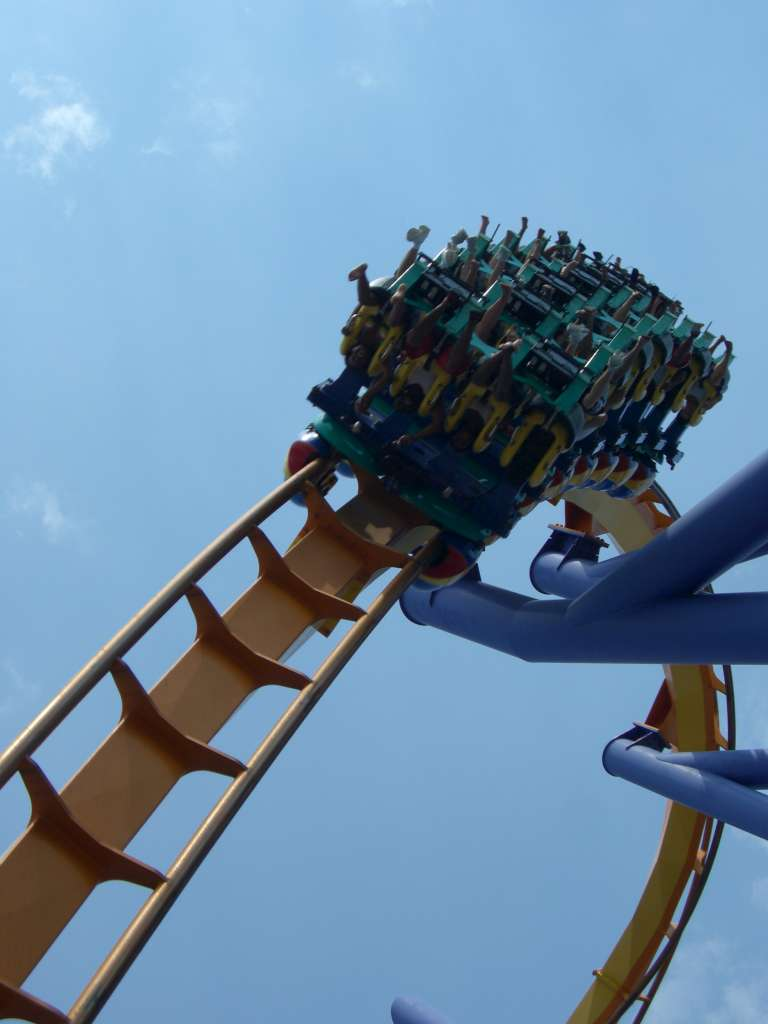
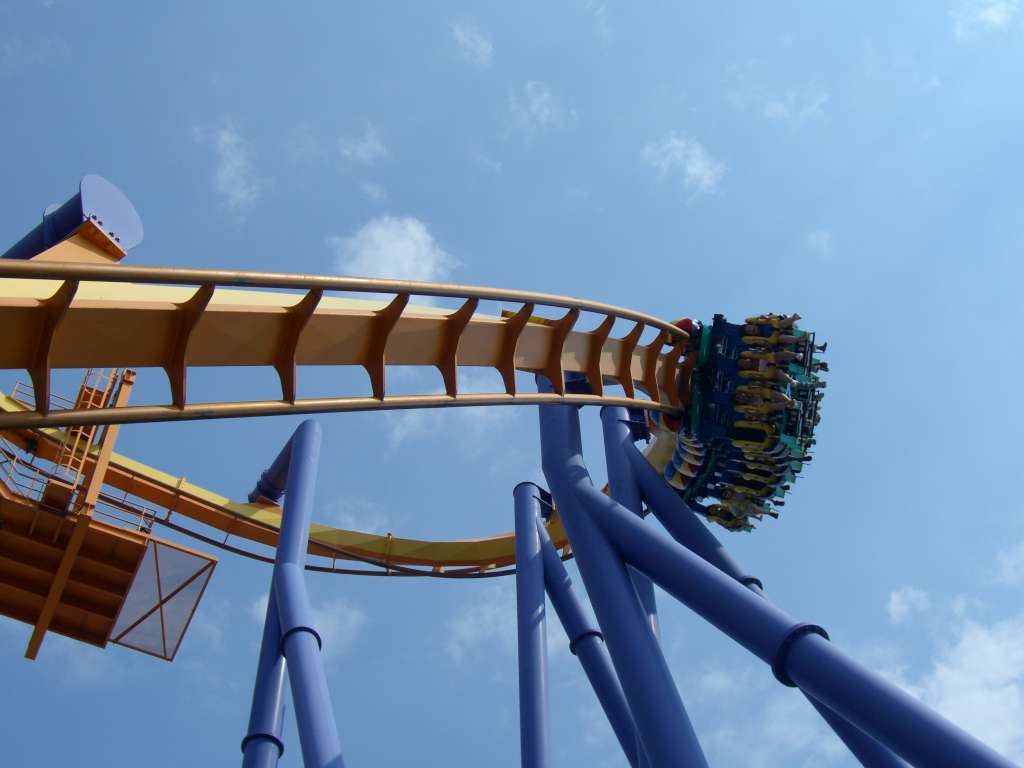
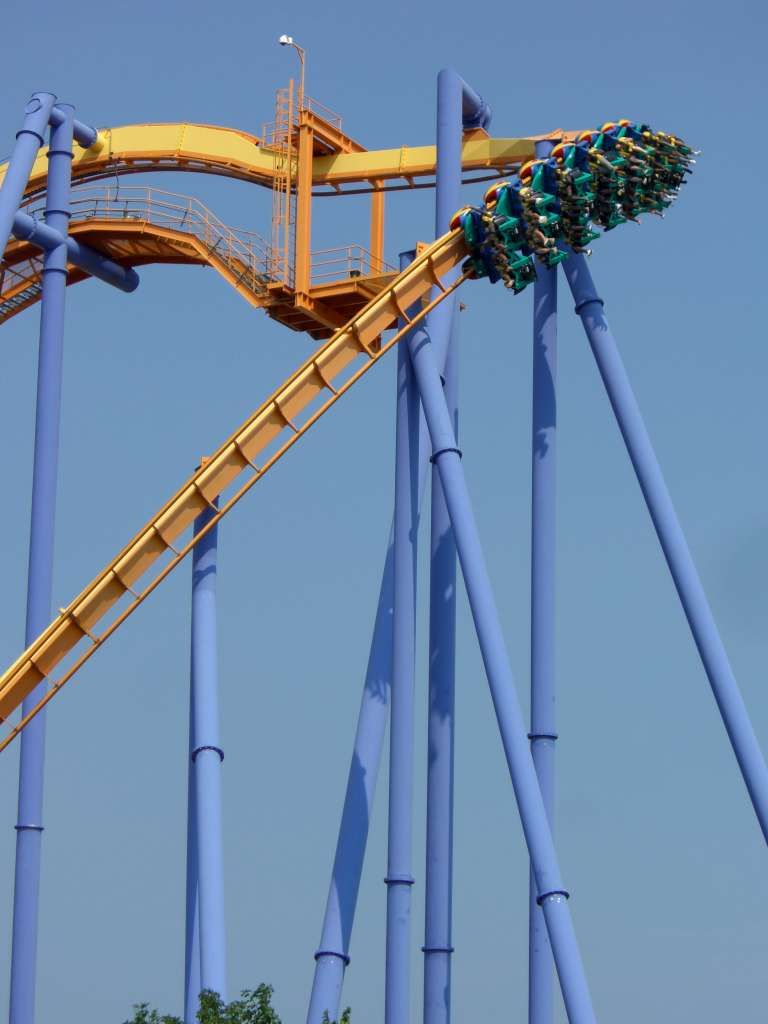
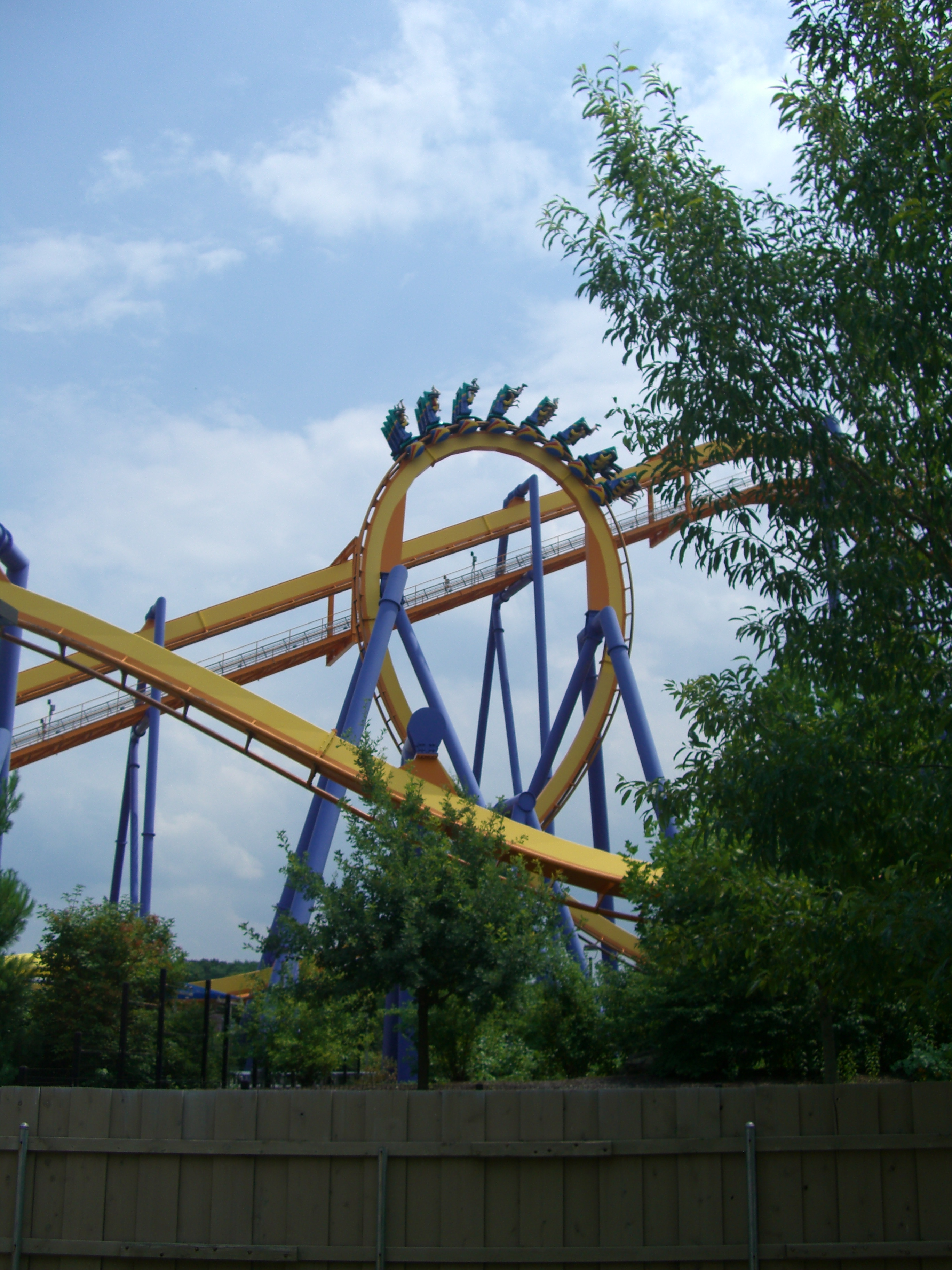
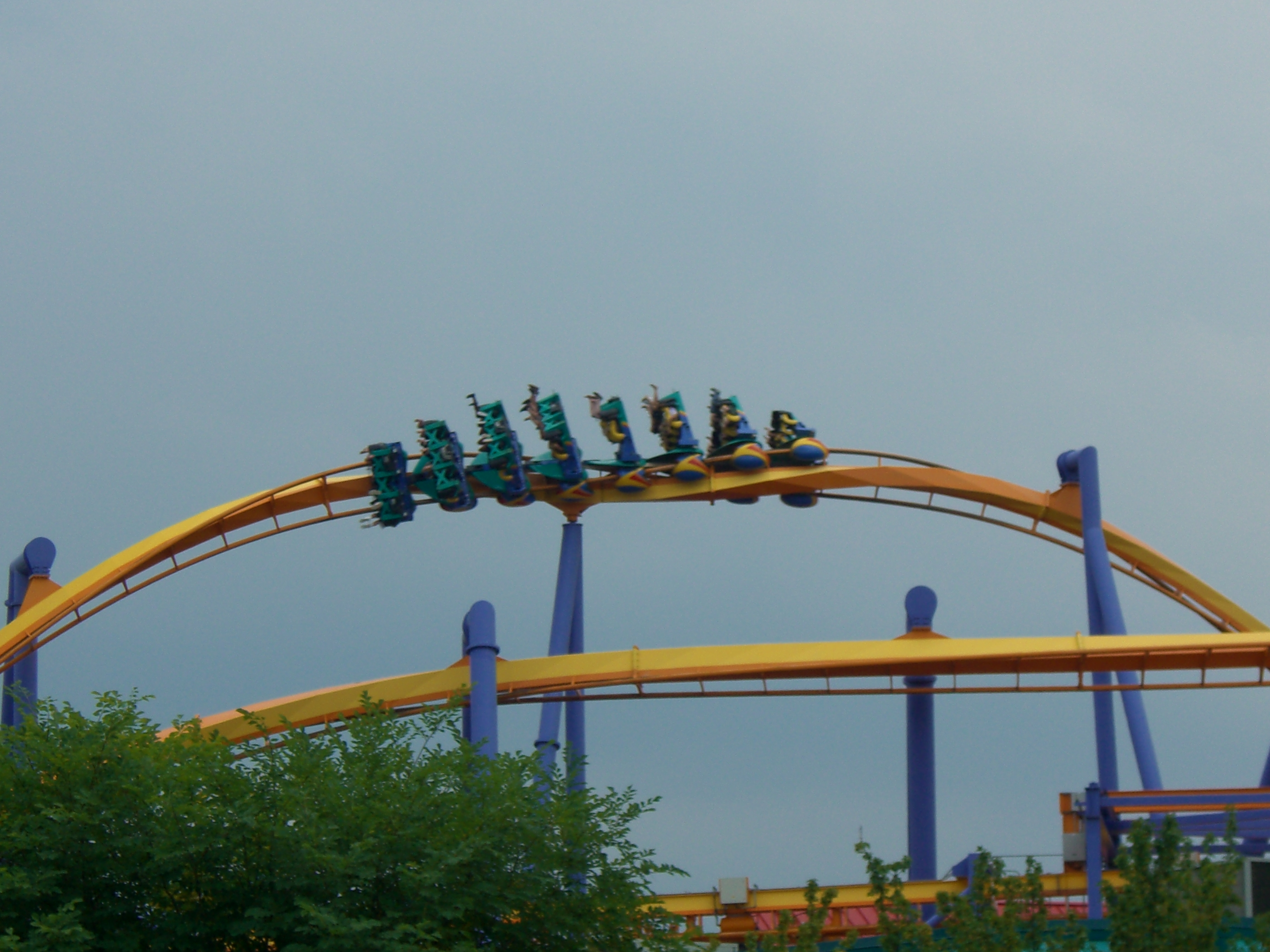
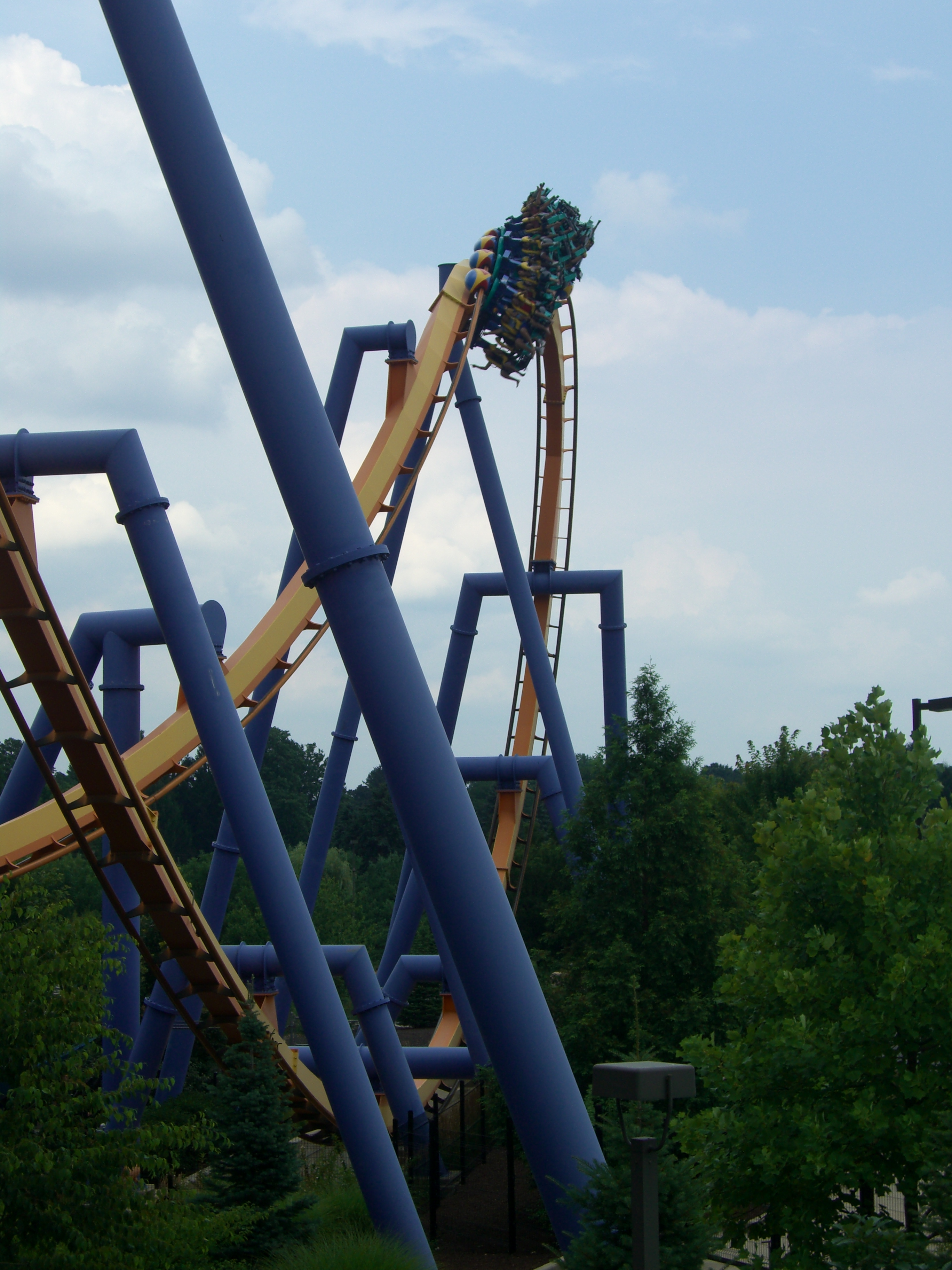
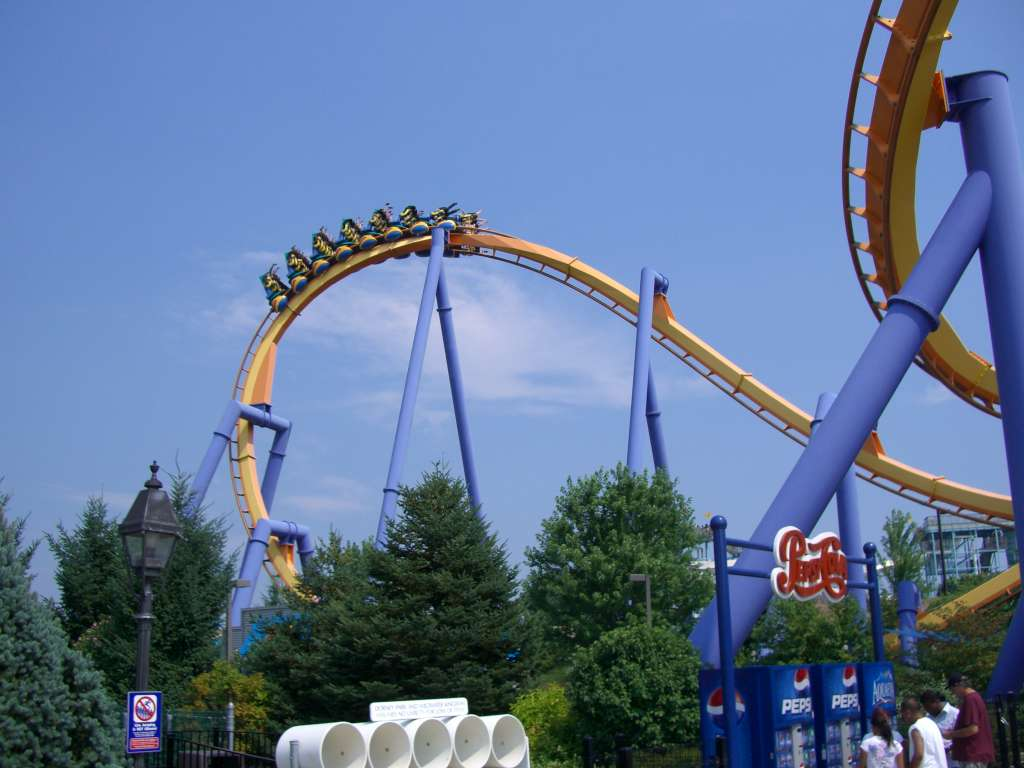